# Athanasia pectinata
Espèce
Athanasia pectinata est une espèce de plantes herbacées vivaces de la famille des Asteraceae originaire du Cap-Occidental en Afrique du Sud.

## Description
Cet arbuste, qui peut mesurer jusqu'à 1,2 m de haut, est peu ramifié. Chacune de ses feuilles pennatiséquées (divisées en sections presque jusqu'à la nervure médiane, sans former tout à fait de folioles) présente de trois à cinq lobes.  
Les capitules solitaires en forme de disque sont regroupés en inflorescences composées terminales à l'extrémité des branches. Elles sont de couleur jaune et présentes d'octobre à décembre. 

## Répartition et habitat
Cette plante est endémique d'Afrique du Sud. Elle pousse dans le Cap-Occidental, où on la trouve sur des sols argileux humides entre les villages d'Hermanus et de Gouritsmond. 

## Statut de conservation
Cette espèce est commune et est considérée comme étant de moindre préoccupation par l'Institut national sud-africain de la biodiversité (en).  

## Systématique
Le nom correct complet (avec auteur) de ce taxon est Athanasia pectinata L.f..
Athanasia pectinata a pour synonyme :
- Morysia lineariloba DC.

## Note et références